# Skander Mansouri
Skander Mansouri (* 23. Juli 1995 in Tunis) ist ein tunesischer Tennisspieler.

## Karriere
Mansouri spielt hauptsächlich auf der ITF Future Tour, wo er bereits zwei Titel im Doppel gewann.
2015 kam er in Winston-Salem bei den Winston-Salem Open durch eine Wildcard zu seinem Debüt auf der ATP World Tour. An der Seite von Christian Seraphim startete er in der Doppelkonkurrenz, wo sie Christian Harrison und Ryan Harrison mit 2:6 und 4:6 unterlagen.
Im März 2019 gewann er an der Seite seines Landsmanns Moez Echargui in Yokohama seinen ersten Challengertitel im Doppel. Er verbesserte sich dadurch in der Weltrangliste auf den 360. Rang.
Seit 2015 spielt Mansouri für die tunesische Davis-Cup-Mannschaft, mit der er im selben Jahr in die Kontinentalgruppe II aufgestiegen ist. Aktuell hat er eine Bilanz von 4:1.

## Erfolge
| Legende (Anzahl der Siege)  |
| Grand Slam                  |
| ATP World Tour Finals       |
| ATP World Tour Masters 1000 |
| ATP World Tour 500          |
| ATP World Tour 250          |
| ATP Challenger Tour (11)    |

### Doppel

#### Turniersiege
| Nr. | Datum              | Turnier                    | Belag         | Partner              | Finalgegner                                         | Ergebnis           |
| --- | ------------------ | -------------------------- | ------------- | -------------------- | --------------------------------------------------- | ------------------ |
| 1.  | 3. März 2019       | Yokohama                   | Hartplatz     | Moez Echargui        | Max Purcell Luke Saville                            | 7:66, 6:73, [10:7] |
| 2.  | 22. April 2023     | Morelos                    | Hartplatz     | Michail Pervolarakis | Benjamin Lock Jose Statham                          | 6:4, 6:4           |
| 3.  | 15. Juli 2023      | Chicago                    | Hartplatz     | Miķelis Lībietis     | Chung Yun-seong Andrew Harris                       | 7:65, 6:3          |
| 4.  | 9. September 2023  | Istanbul                   | Hartplatz     | Luke Johnson         | Sander Arends Aisam-ul-Haq Qureshi                  | 7:63, 6:3          |
| 5.  | 30. September 2023 | Charleston                 | Hartplatz     | Luke Johnson         | Nicholas Bybel Oliver Crawford                      | 6:4, 6:4           |
| 6.  | 7. Oktober 2023    | Tiburon                    | Hartplatz     | Luke Johnson         | William Blumberg Luis David Martínez                | 6:2, 6:3           |
| 7.  | 20. Januar 2024    | Nonthaburi                 | Hartplatz     | Luke Johnson         | Rithvik Choudary Bollipalli Niki Kaliyanda Poonacha | 7:5, 6:4           |
| 8.  | 28. Januar 2024    | Ottignies-Louvain-la-Neuve | Hartplatz (i) | Luke Johnson         | Sander Arends Sem Verbeek                           | 7:5, 6:3           |
| 9.  | 27. April 2024     | Rom                        | Sand          | Luke Johnson         | Lorenzo Rottoli Samuel Vincent Ruggeri              | 6:2, 6:4           |
| 10. | 5. Mai 2024        | Aix-en-Provence            | Sand          | Luke Johnson         | Diego Hidalgo Cristian Rodríguez                    | 6:3, 6:3           |
| 11. | 27. Oktober 2024   | Brest                      | Hartplatz (i) | Nicolás Barrientos   | Jakub Paul Matěj Vocel                              | 7:5, 4:6, [10:5]   |

#### Finalteilnahmen
| Nr. | Datum            | Turnier | Belag         | Partner            | Finalgegner                             | Ergebnis           |
| --- | ---------------- | ------- | ------------- | ------------------ | --------------------------------------- | ------------------ |
| 1.  | 20. Oktober 2024 | Almaty  | Hartplatz (i) | Nicolás Barrientos | Rithvik Choudary Bollipalli Arjun Kadhe | 6:3, 6:73, [12:14] |
| 2.  | 9. November 2024 | Belgrad | Hartplatz (i) | Ivan Dodig         | Jamie Murray John Peers                 | 6:3, 6:75, [9:11]  |